# Maison de la Nouvelle-Calédonie à Paris

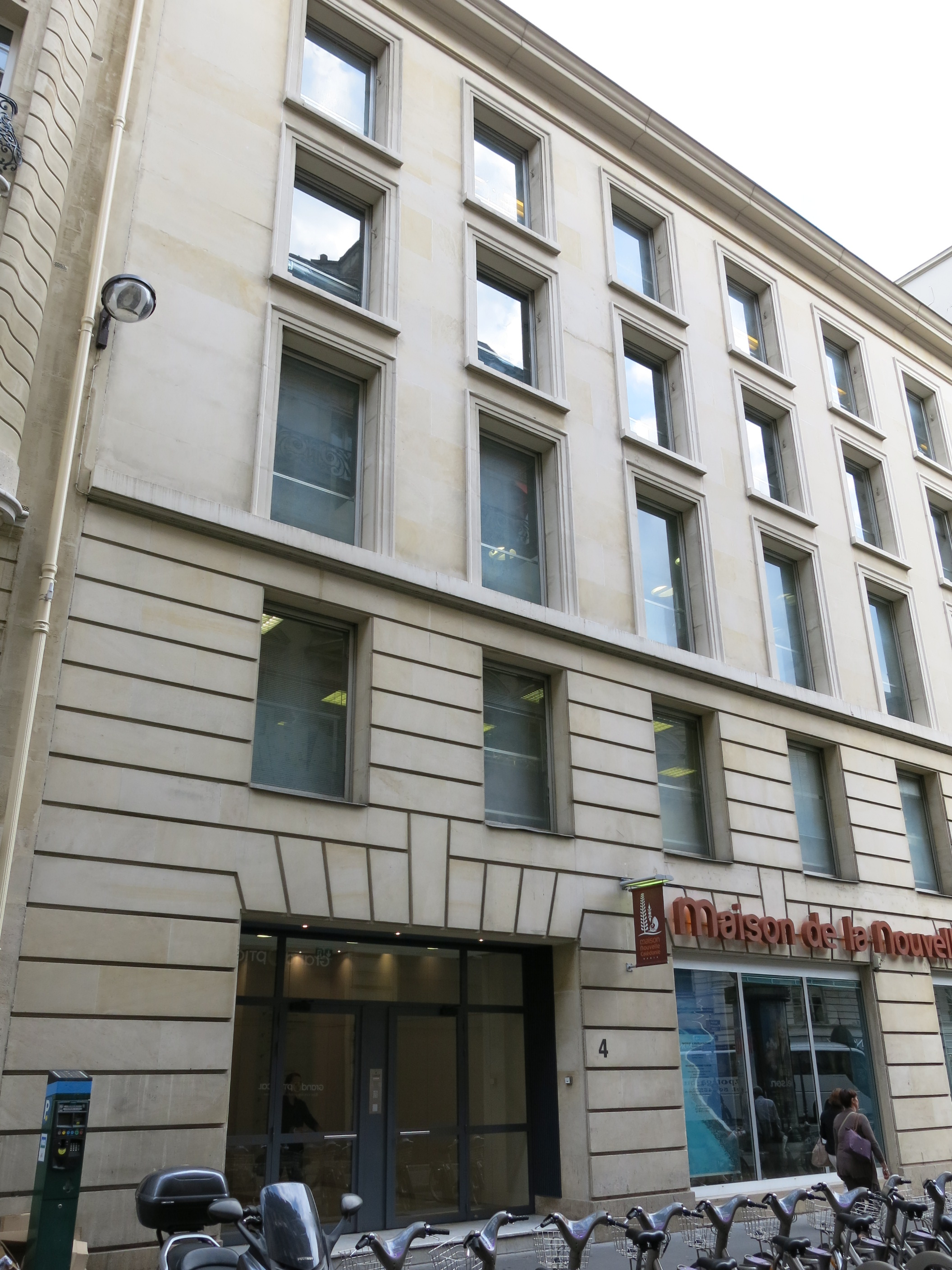
La Maison de la Nouvelle-Calédonie, au 4bis rue de Ventadour dans le Ier arrondissement.

La Maison de la Nouvelle-Calédonie à Paris est un organisme installé à Paris et qui a vocation à représenter la Nouvelle-Calédonie en France métropolitaine. 

## Historique
La Maison de la Nouvelle-Calédonie à Paris a été créée en 1989, au lendemain de la signature des accords de Matignon et symbolise la paix retrouvée sur le territoire après les évènements de 1988. L’émancipation politique s’affiche désormais dans cette représentation gérée par la Nouvelle-Calédonie et ses trois Provinces réunies.
En 2005, la Maison de la Nouvelle-Calédonie à Paris bénéficie d’une nouvelle impulsion et s’imprègne cette fois de la philosophie et des valeurs de l’Accord de Nouméa.
En novembre 2008, la Maison de la Nouvelle-Calédonie emménage dans ses nouveaux locaux au 4bis rue de Ventadour dans le Ier arrondissement, non loin de l'Opéra Garnier.

## Les nouveaux locaux
Ce nouvel environnement a été conçu comme un lieu de partage et de métissage culturel. En pénétrant dans l'établissement, le visiteur évolue d'abord dans un environnement inspiré des lagons néo-calédoniens, avec des aquariums de poissons tropicaux. Il est ensuite invité à suivre un chemin initiatique, bordé de plantes de Nouvelle-Calédonie, comme la fougère arborescente ou le taro. Ce chemin coutumier est composé au sol de sable des îles et de la Grande Terre, puis de garniérite (minerai de nickel) symbolisant la richesse minière du territoire. Au cœur de l'établissement, huit poteaux sculptés (un par aire coutumière) symbolisent la grande case, lieu solennel dans la culture kanak.

## Les services
La nouvelle Maison de la Nouvelle-Calédonie propose des services aux étudiants calédoniens venant étudier en Métropole, en les aidant à trouver une formation qui leur convient, à se loger, à gérer leur budget ou à rentrer sur le territoire pendant les vacances scolaires (dans le cadre du Passeport mobilité). Des ordinateurs avec accès à internet sont mis à disposition des étudiants.
Un centre de ressources propose plus de 2000 ouvrages sur la Nouvelle-Calédonie et l'Océanie. Il permet au public d'accéder à l'ensemble de la presse calédonienne sous forme papier ou informatique (des ordinateurs sont en libre accès. 
Le Service social, longtemps situé au 7 rue du Général Bertrand dans le VIIe arrondissement, a depuis janvier 2021 rejoint les quatre autres services de la structure au 4 bis, rue de Ventadour dans le 1er arrondissement de Paris. Il est chargé d'accueillir et de suivre les Calédoniens en parcours de soins dans l'Hexagone et d'assister les Calédoniens en difficulté sociale. 
Régulièrement, le service des Publics, de l'action culturelle et de la communication de la Maison de la Nouvelle-Calédonie organise des conférences, soirées littéraires, projections, concerts qui permettent à la communauté calédonienne installée en Métropole de se retrouver et à chacun de découvrir la Nouvelle-Calédonie. 
La compagnie aérienne calédonienne Aircalin est également représentée à la Maison de la Nouvelle-Calédonie. 
Nouvelle-Calédonie Tourisme y a fermé son comptoir fin 2018 et est désormais représenté par l'agence Interface. 

## Administration et finances
La Nouvelle-Calédonie et les trois Provinces financent la Maison de la Nouvelle-Calédonie et siègent dans son Conseil d’administration actuellement présidé par le Président du Congrès de la Nouvelle-Calédonie M. Roch Wamytan. 
M. Joël Viratelle a dirigé la Maison de la Nouvelle-Calédonie jusqu'à sa brusque disparition le 19 juillet 2022. En date du 6 mars 2024, il n'a pas encore été remplacé.